# عمارة سنغافورة

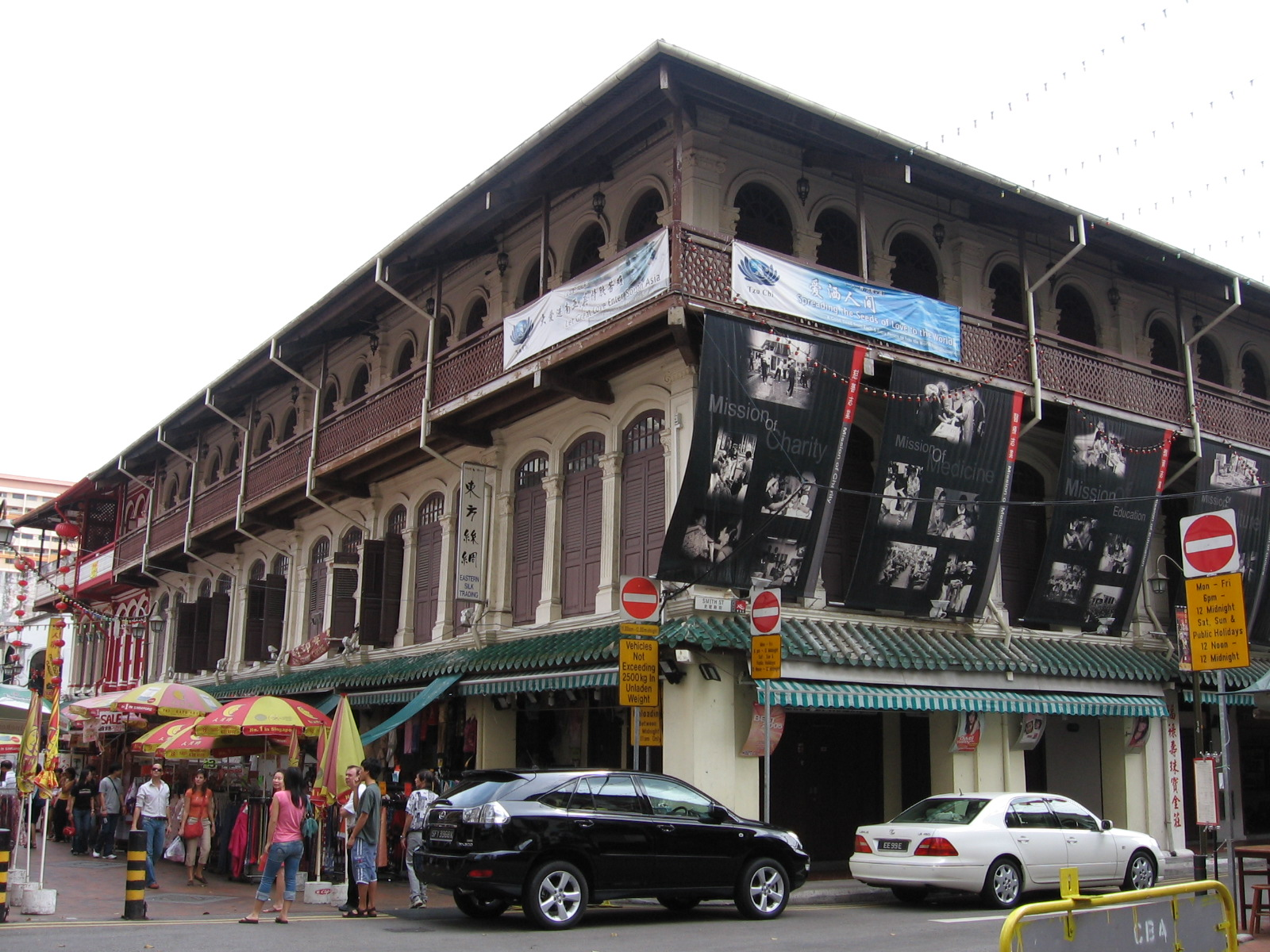
دار أوبرا لاي تشون يوان في الحي الصيني

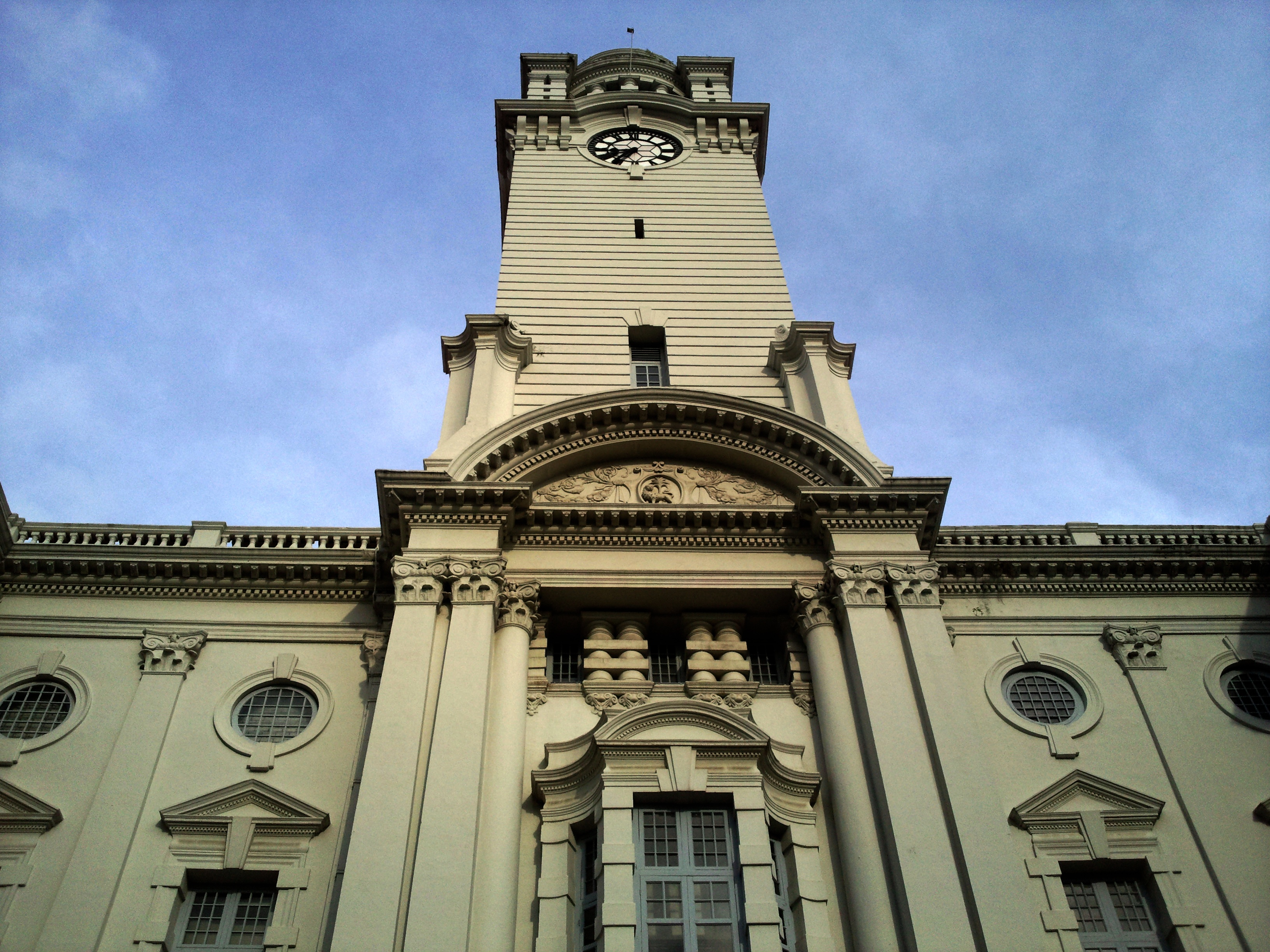
مسرح وقاعة حفلات فيكتوريا

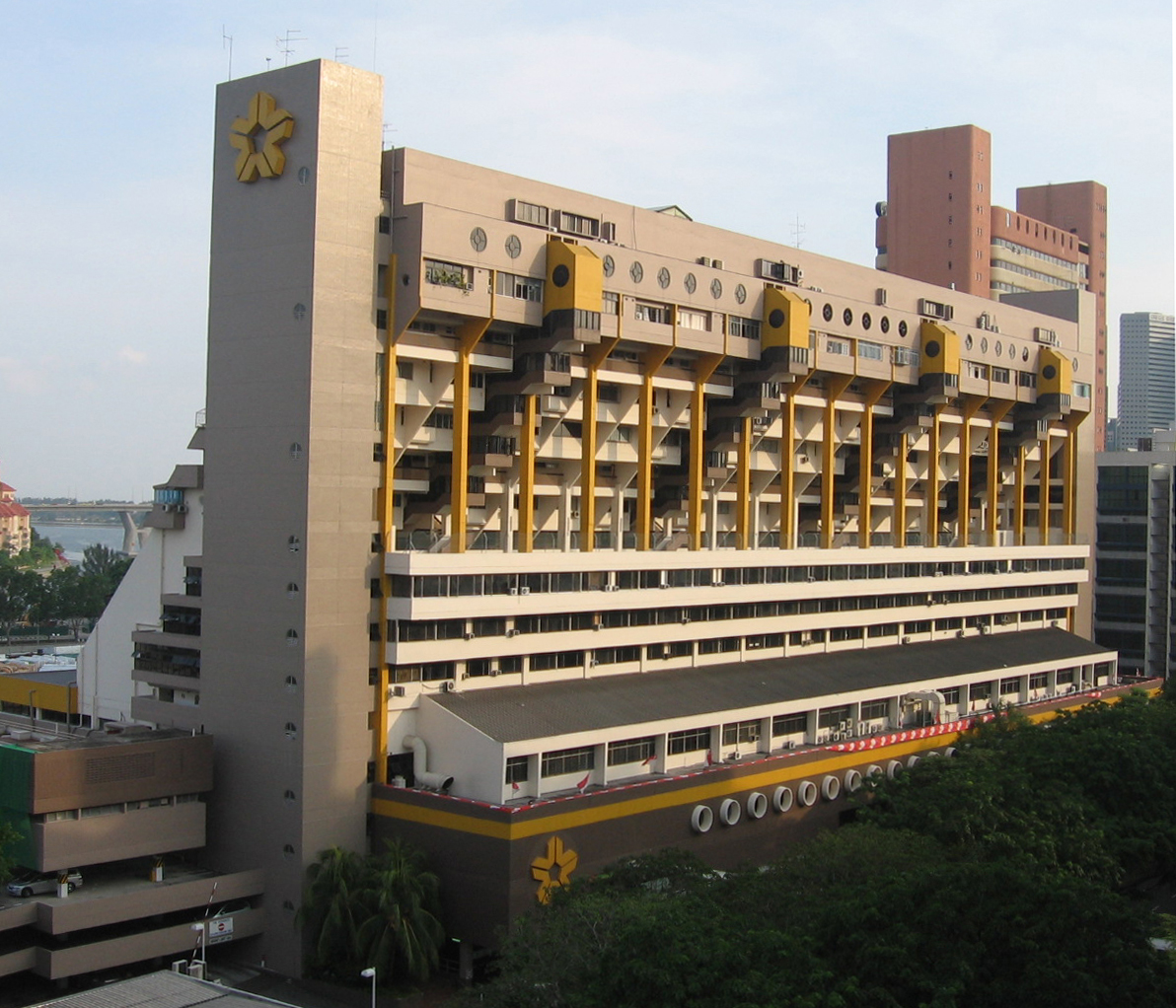
مجمّع الميل الذهبي

تعرض عمارة سنغافورة مجموعة من التأثيرات والأنماط من أماكن وفترات مختلفة. تتراوح هذه الأساليب الانتقائية والأشكال الهجينة بين الفترة الاستعمارية وميل العمارة الأكثر معاصرة إلى دمج الاتجاهات السائدة من جميع أنحاء العالم. يمكن تقسيم العمارة السنغافورية من الناحية الجمالية والتقنية إلى الفترة الاستعمارية الأكثر تقليدية التي سادت قبل الحرب العالمية الثانية، وفترة ما بعد الحرب الحديثة بشكل كبير وما بعد الاستعمار.
تشمل العمارة التقليدية في سنغافورة منازل الملايو العامية ومنازل المتاجر السكنية الهجينة المحلية والبنغلات السوداء والبيضاء ومجموعة من أماكن العبادة التي تعكس التنوع العرقي والديني لدولة المدينة، بالإضافة إلى العمارة المدنية والتجارية الاستعمارية في الكلاسيكية الجديدة والقوطية والبلاديونية والنهضوية في أوروبا.
بدأت العمارة الحديثة في سنغافورة بأسلوب آرت ديكو الانتقالي ووصول الخرسانة المسلحة باعتبارها من مواد البناء الشعبية. شاعت العمارة الحديثة ذات الطراز الدولي منذ الخمسينيات وحتى السبعينيات من القرن العشرين، خاصة في مباني شقق الإسكان العامة. شاع الأسلوب المعماري الوحشي في السبعينيات من القرن العشرين أيضًا. تزامنت هذه الأنماط مع التجديد الحضري الكبير وفترات ازدهار البناء في تاريخ سنغافورة، وبالتالي فهي أكثر الأنماط المعمارية شيوعًا على الجزيرة. تشمل بعض الأعمال الأكثر أهمية من الناحية المعمارية في هذه الفترة شقق بيبرل بانك التي صممها تان تشينغ سيونغ ومجمع بيبول بارك ومجمع غولدن مايل من تصميم مشترك.
ظهرت تجارب عمارة ما بعد الحداثة في كل من شكليها «التاريخي» و«التفكيكي» في الثمانينيات من القرن العشرين، على الرغم من أن النمط كان صامتًا نسبيًا في تعبيره. ساد اتجاه معماري آخر هو إعادة اكتشاف التراث المعماري في سنغافورة، مما أدى إلى برنامج صيانة نشط إلى جانب صناعة مزدهرة في ترميم المباني التاريخية، وغالبًا ما تكيفت هذه المباني مع الاستخدامات الجديدة. يُعد متحف سنغافورة الوطني مثالًا حديثًا على هذا.
اشتمل مجال مهم من الابتكار المحلي على السعي لتطوير شكل من أشكال العمارة الحديثة المناسبة لمناخ سنغافورة الاستوائي. يعود هذا النهج الحساس مناخيًا في العمارة إلى جذوره في منازل الملايو العامية، باستخدام الأساليب التي اتبعها معماريو الاستعمار البريطاني والقوميين المحليين المبكرين، لابتكار بنية محلية أصيلة تستخدم طرق البناء الحديثة. أدى هذا إلى انتشار ما يُسمى العمارة «الاستوائية الحديثة» والعمارة الاستوائية الجديدة في الثمانينيات من القرن العشرين وبشكل خاص أواخر التسعينيات من القرن نفسه. تنطوي هذه العمارة على العودة إلى أشكال حديثة مستقيمة الخطوط بسيطة، إلى جانب التركيز على المناظر الطبيعية المورقة وعلى ظل الشمس من خلال فتحات معدنية أو خشبية، بدلًا من الجدار الستائري الزجاجي الحداثي، الذي يسمح بدخول أشعة الشمس ويحبس حرارتها. اكتسبت هذه الجهود المعمارية أهمية جديدة ومطالبة ملحة بسبب قضية الاحتباس الحراري والتغير المناخي والاستدامة البيئية، خاصة أن تكييف الهواء في المباني هو واحد من أكبر العوامل التي تستهلك الكهرباء والتي تنتج عن الوقود الأحفوري في الغالب.
أطلقت حكومة سنغافورة منذ أواخر التسعينيات من القرن العشرين كما العديد من المدن العالمية الأخرى والمدن الطموحة، حملة لتطوير معالم «أيقونية» في المدينة بهدف تعزيز هوية سنغافورة وكذلك لجذب السياح الأجانب والمهاجرين المهرة والاستثمارات. طُورت العديد من هذه المشاريع البارزة منذ ذلك الحين، من خلال المسابقات المعمارية المفتوحة أو المغلقة في بعض الأحيان. يشمل هذا مسارح الإيسبالاند في مركز باي للفنون، والمحكمة العليا في سنغافورة والمكتبة الوطنية الجديدة ومارينا باي ساند والطيران السنغافوري.

## العمارة ما قبل الاستعمارية
اتبعت العمارة نمط المنطقة المحيطة قبل إنشاء بريطانيا لمستعمرة في عام 1819. تتكون العمارة العامية من منازل القرية (أو «كامبونغ») التي بُنيت على تقليد الملايو. بُنيت منازل الملايو كامبونغ على ركائز متينة رُفعت فوق سطح الأرض (أو الماء اعتمادًا على موقعها). أُقيم المنزل حول هيكل من الدعامات والعوارض الخشبية الاستوائية الصلبة، عادة الشينغل. واستُخدمت الأخشاب متوسطة الصلابة كألواح أرضية مثل الميرانتي وكعوارض سقف وإطارات للأبواب والنوافذ. كان السقف نفسه مصنوعًا من طبقات من سعف النخيل، في حين صُنعت الجدران إما من شرائح الخيزران المنسوجة أو ألواح ميرانتي. كان الشكل الأساسي للمنزل بسيطًا وكان من الممكن بناء غرف إضافية وفقًا لمتطلبات وثروة العائلة. بالمثل، يمكن أن تكون الزخرفة المعمارية على شكل ألواح حواجز من الخشب التي قد تكون معقدة للغاية. هناك أدلة على بناء المزيد من المباني الكلاسيكية في الجزيرة بصرف النظر عن العمارة الريفية المحلية. يُعد كاندي موارا تاكوس في مقاطعة رياو في سومطرة، مثالًا قريبًا على العمارة الهندوسية البوذية الكلاسيكية. تميزت كما في أمثلة سنغافورة، باستخدام الحجر الرملي وكذلك التراسات. اكتشف البريطانيون أساسات الحجر في فورت كانينغ هيل بعد وصولهم بوقت قصير. تكهن المسؤولون أنها جزء من معابد هندوسية أو بوذية أو أنها جزء من قصر ملكي على الرغم من كونها مدمرة منذ ذلك الحين. كان يجب أن تكون البنية الفوقية لهذه المباني من الخشب (كما يظهر من الثقوب الموجودة في الأساسات). مع ذلك، اختفت هذه منذ فترة طويلة وبحلول الوقت الذي اكتُشفت فيه الأساسات في عام 1918 لم يبق لها أثر. بصرف النظر عن بعض القطع الأثرية، مثل المجوهرات والخزف والعملات المعدنية والحجر المنقوش، هناك القليل من القطع الأثرية المادية التي تعود لفترة ما قبل الاستعمار، وليس هناك مبان أو حتى أطلال متبقية ليومنا هذا.

## الفترة الاستعمارية

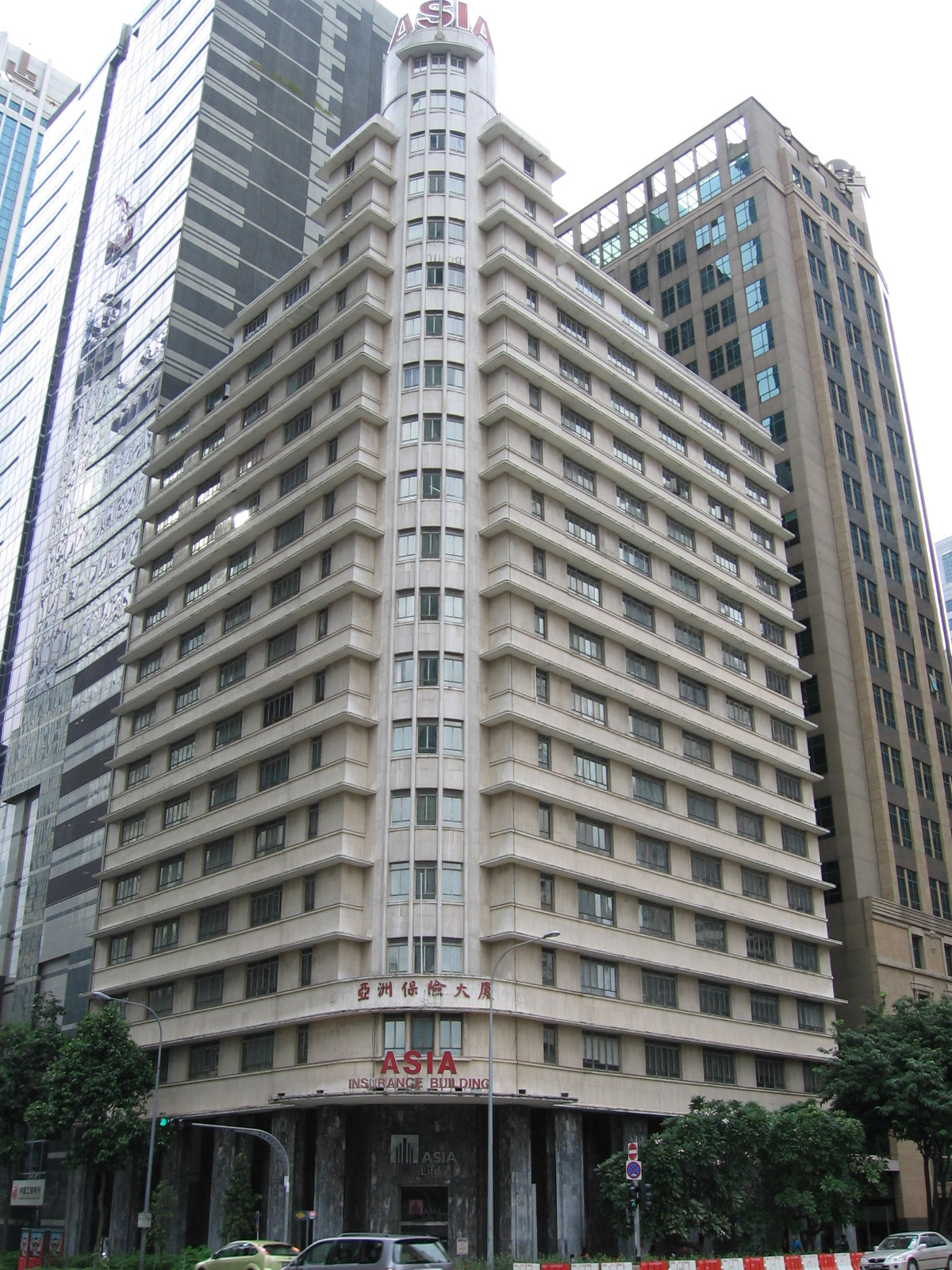
مبنى آسيا للتأمين، سنغافورة التقطها المستخدم: Sengkang من ENglish.Wikipedia.

خطط السير ستامفورد رافلز لمدينة سنغافورة في عام 1822، وبقي جزء كبير من هذا التخطيط حتى يومنا هذا، على الرغم من توسع المدينة بشكل كبير على مر السنين. حدد رافلز منطقة المكاتب الحكومية والمجتمعات العرقية المختلفة والمباني الدينية والتجارة والتعليم إلى جانب حديقة نباتية. خطط رافلز المدينة حتى حجم المنزل وعرض الشوارع والمواد المستخدمة. وأعطت قوانين رافلز للمدينة بعض التأثير على عمارتها، وقد تكون بعض آثارها ظاهرة من خلال منازل المتاجر، فعلى سبيل المثال، يُشترط ألا يزيد ارتفاعها عن 3 طوابق، ويجب أن تحتوي على ممر بعرض خمسة أقدام بشكل إلزامي. اختار رافلز لنفسه منزلًا على طراز الملايو مصنوعًا من الخشب والأتاب (على بوكيت لارانجان أو فورت كانينغ هيل، الذي كان يُسمى غوفيومنت هيل فيما مضى)، فصل الأوروبيون الآخرون في تلك الفترة المباني ذات الطراز الأوروبي التي تستخدم الطوب والجص.
كان جورج درومغول كولمان المعماري الاستعماري السنغافوري الأبرز، وكان مسؤولًا عن العديد من المباني ذات الطراز الأوروبي المبكر، التي نجا القليل منها. تلك التي لم تشمل مجلس النواب القديم وبيت كالدويل في تشيجميس.
تطور نوعان من المباني الهجينة في القرن التاسع عشر في سنغافورة. ويمكن تتبع أصولها في مكان آخر، وقد خضعت أنواع المباني هذه لتعديل محلي كبير قبل انتشارها على المستوى الإقليمي. تُعد نتيجة لذلك، من أقدم الابتكارات والصادرات المعمارية في سنغافورة. تشكل أنواع المباني الهجينة كلًا من منزل المتجر والمنزل المؤلف من طابقين ذو اللونين الأبيض والأسود.